# 織田信兼
織田 信兼（おだ のぶかね）は、安土桃山時代の武将。織田信孝の家臣。通称は新八郎。

## 略歴
織田信勝（信行）の子。『系図纂要』に見られ、史料はほぼない。
同系図によれば津田信澄の弟は一人で、記述のない信糺との序列は不明なため、二男か三男。兄と同じく津田姓を名乗ったなら津田信兼であろう。
天正10年（1582年）の本能寺の変直後、神戸信孝と丹羽長秀は大坂で兄・信澄を謀殺しているが、新八郎信兼（信包）は織田家の内紛では信孝に従う。
天正11年（1583年）、峰信濃守・平田壹岐守と瑞龍寺山城（瑞龍寺山砦）を守るが、賤ヶ岳の戦いでの柴田勝家の敗戦を知って岐阜城へ撤退。城からの退去に従って野間に赴き、信孝が自害したときには殉死した50名の1人という。